# مکس نول
مکس نول (آلمانی: Max Knoll) (زاده ۱۷ ژوئیه ۱۸۹۷ و درگذشته ۶ نوامبر ۱۹۶۹) مخترع و مهندس برق اهل آلمان بود. او در سال ۱۹۳۱ میلادی به همراه ارنست روسکا موفق به اختراع میکروسکوپ الکترونی شدند. او همچنین استاد دانشگاه پرینستون نیز بود.